# Кріс Мерфі
Крістофер Скотт «Кріс» Мерфі (англ. Christopher Scott "Chris" Murphy; нар. 3 серпня 1973, Вайт-Плейнс, Нью-Йорк, США) — сенатор Сполучених Штатів від Коннектикуту, член Демократичної партії. Голова європейського комітету в Сенаті США. Станом на кінець 2013 року — наймолодший зі 100 сенаторів США. Віцеголова Групи підтримки України в Сенаті США.
До обрання в Конгрес був членом обох палат Генеральної Асамблеї Коннектикуту.

## Позиція щодо України
Є автором (разом з сенатором від штату Іллінойс Річардом Дурбіном) проєкту резолюції США по Україні, поданої як реакція Сенату США на порушення владою прав на мирні зібрання громадян в Україні, які мали місце під час «Євромайдану» та «Єврореволюції» в Україні. 15 грудня 2013 року разом з сенатором-республіканцем Джоном Маккейном відвідав Євромайдан на знак підтримки українського народу.
Попри все це, у січні 2022 проголосував проти проєкту санкцій для Північного потоку-2 як засобу запобігання російському вторгненню в Україну.